# Thaicom–2
Thaicom–2 thaiföldi kommunikációs műhold.

## Jellemzői
Feladata polgári távközlési szolgáltatások végzése, Japántól Szingapúrig biztosította a lefedettséget.

## Küldetés
Gyártotta a Hughes Space Aircraft, üzemeltette a Shinawatra Computer and Communications Co. Ltd. Működtette a thai Közlekedési és Hírközlési Minisztérium cége, a Shinawatra Műholdas Plc . Corporation. Társműholdja a Solidaridad–2 mexikói  kommunikációs műhold.
Megnevezései: COSPAR: 1994-065B; SATCAT kódja: 23314.
1994. október 8-án a Guyana Űrközpontból ELA2 (LC–Launch Complex) jelű indítóállványról egy Ariane 44L V68 hordozórakétával állították  közepes magasságú Föld körüli pályára (MEO, Medium Earth Orbit). Az orbitális pályája 1400,50 perces, 78.42° hajlásszögű, geostacionárius pálya perigeuma 33 965 kilométer, az apogeuma 36 209 kilométer volt.
1991 októberében kezdték fejleszteni az ország első, kifejezetten kommunikációs műholdas rendszerét. A két műhold  (Thaicom–1, Thaicom–2) a Hughes HS–376L alapra épült. Szolgálati idejér 13,5 évre tervezték. Induló tömege 1080, műszertömege 629 kilogramm. Formája henger, hossza 2,8 (nyitott állapotban 6,7 méter), átmérője 2,16 méter. Az űreszköz felületét szilícium napelemek borították (700 W), éjszakai (földárnyék) energia ellátását újratölthető nikkel–hidrogén akkumulátorok biztosították. 10 (+2 tartalék) C-sávon és 2 (+1) Ku -sávon működve, telemetriai egységeivel és a telepített antennákkal segítette a vétel (tömörítés adás szolgálatát. Hajtóanyagával (hidrazin) és gázfúvókáival segítette a stabilitást, illetve a pályaelemek tartását.
1999 augusztusában bébe adták Észak-Korea részére.